# Cistanthe grandiflora
Cistanthe grandiflora és una espècie de planta de la família de les Portulacàcies, endèmica de Xile. És una planta herbàcia que es troba a les zones costaneres a terrenys arenosos i pedregosos a la vora del mar, amb alta lluminositat, i també a l'interior fins a la zona precordillera.

## Galeria

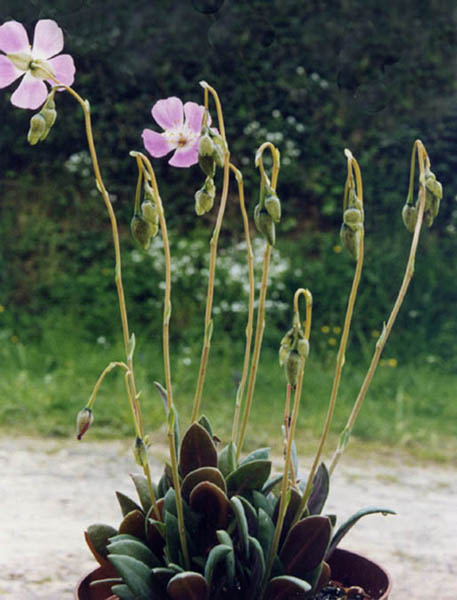
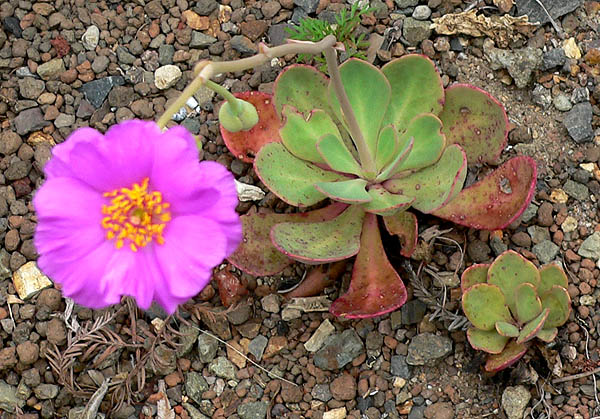
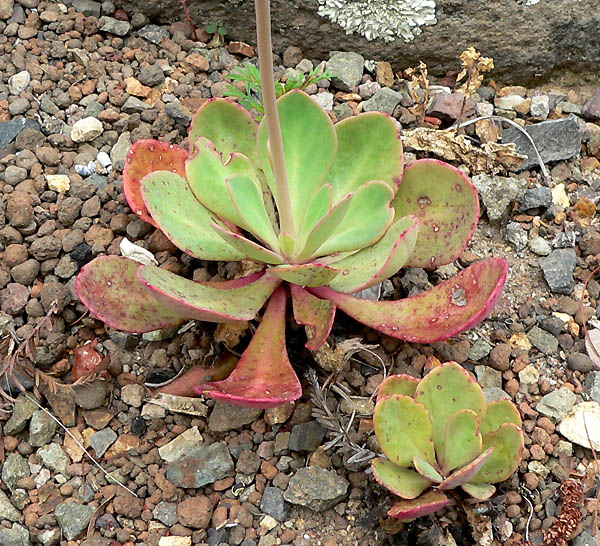
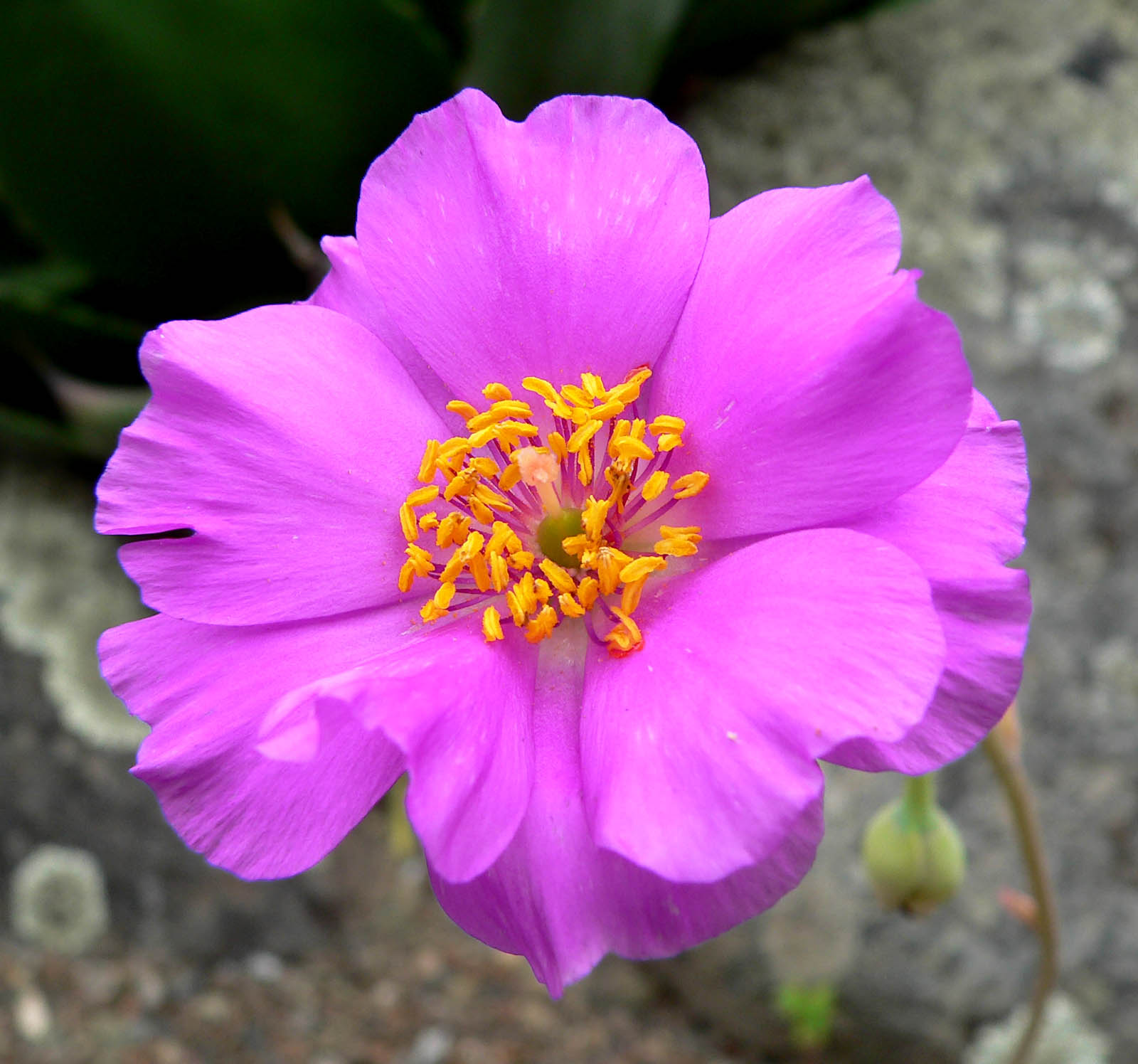
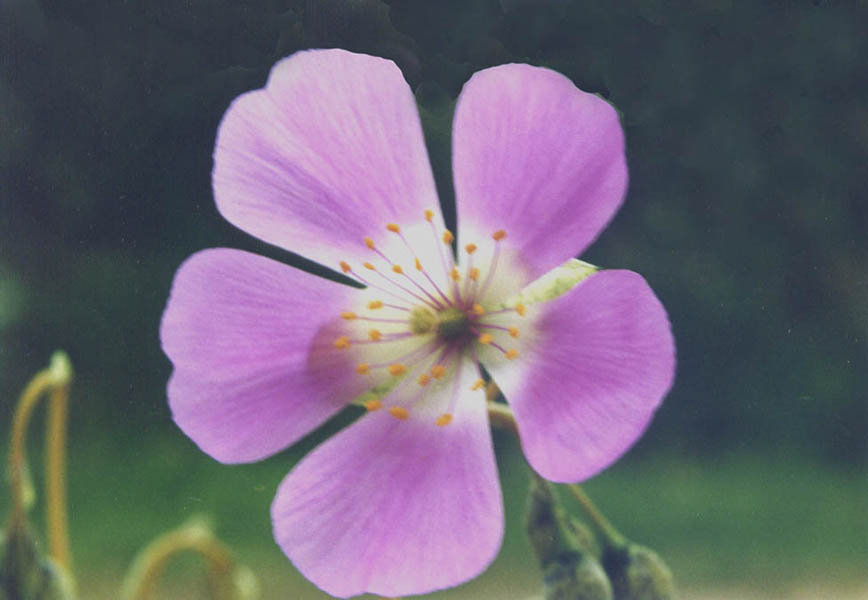
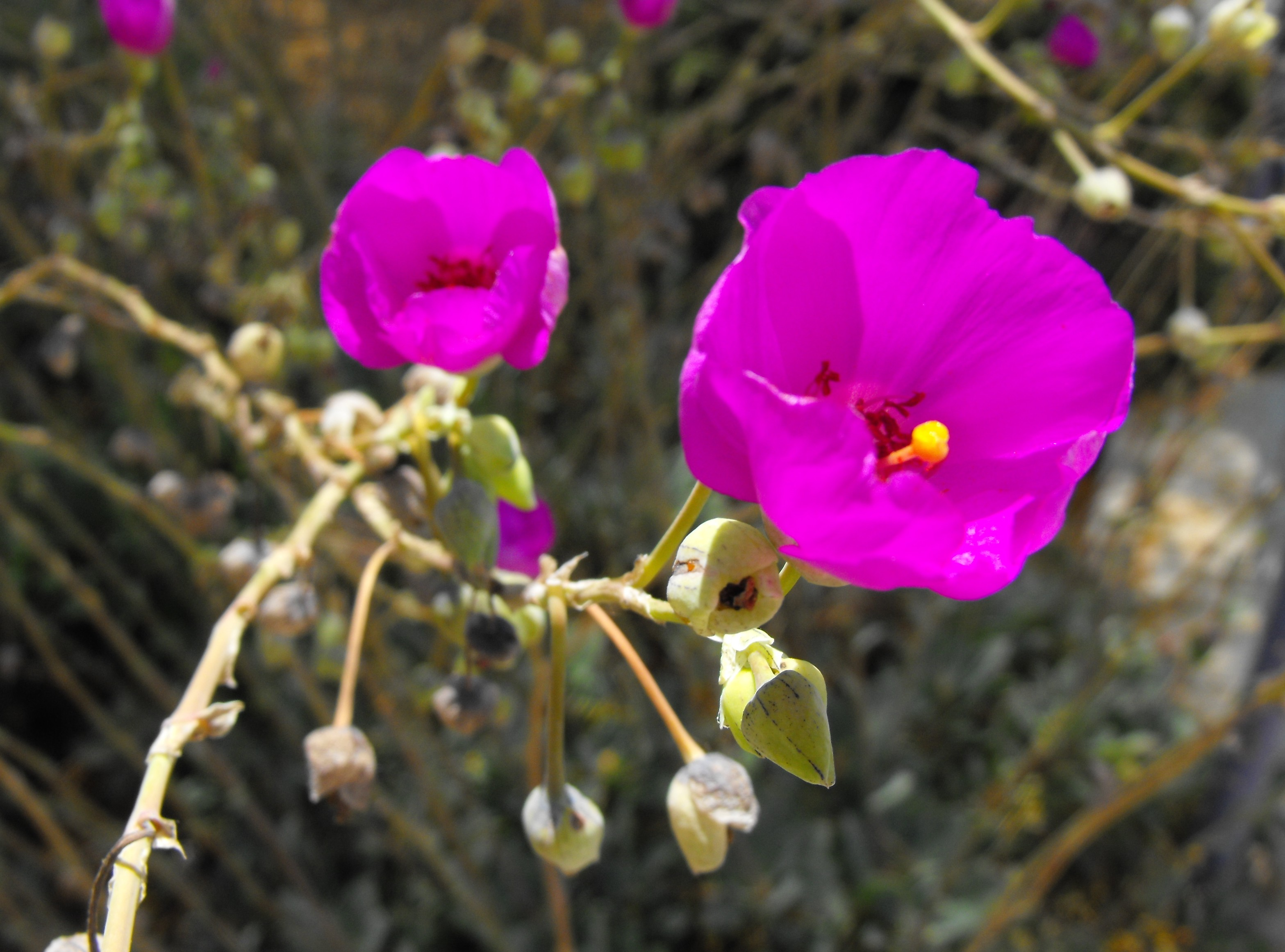